# Ruben Mendoza
Ruben Mendoza (2 de junho de 1931 — 11 de abril de 2010) foi um jogador de futebol estadunidense, que atuou na posição de atacante. Destacou-se pela sua passagem pelo St. Louis Kutis entre 1953 e 1960, e por ter integrado a Seleção Norte-Americana de Futebol nos Jogos Olímpicos de Verão de 1952, 1956 e 1960.